# Juan Miles
Juan Bautista Miles Passo (* 24. Juni 1895 in Buenos Aires; † 18. Dezember 1981 ebenda) war ein argentinischer Polospieler.

## Erfolge
Juan Miles begann im Alter von 20 Jahren mit Polo. Bei den Olympischen Spielen 1924 in Paris gehörte er neben Enrique Padilla, Arturo Kenny, Jack Nelson und Guillermo Naylor zur argentinischen Polomannschaft, die ihre vier Partien gegen die Vereinigten Staaten, Großbritannien, Spanien und Frankreich allesamt gewann und damit Olympiasieger wurde. Dabei kam Miles in sämtlichen Partien zum Einsatz.
Als Mitglied von North Santa Fe bzw. des Clubs de Polo Las Rosas gewann er in den Jahren 1916, 1917, 1919 und 1923 die argentinischen Meisterschaften. 1922 gehörte er zur argentinischen Mannschaft, die den Hurlingham Challenge Cup und die Roehampton Open in England gewann sowie anschließend auch die US Open. Sein Bruder David, der 1934 bei einem Flugzeugabsturz ums Leben kam, war auch Polospieler. Nach ihm benannte Juan Miles seinen Sohn, der ebenfalls im Polo aktiv war und sowohl Kapitän als auch Präsident des Hurlingham Clubs wurde.